# Хвилевідний голографічний сонячний концентратор на позаосьових зональних пластинках
Хвилевідний голографічний сонячний концентратор на позаосьових зонних пластинках (Waveguide holographic solar concentrator on off-axis zonal plates) — оптичний пристрій, який забезпечує кутове відхилення оптичних променів у просторі дифракцією їх на позаосьових зонних пластинках–голограмах, транспортування випромінювань шляхом повного внутрішнього відбиття та збирання на невеликій поверхні фотоприймача, розташованого на торці хвилеводу.
Позаосьові зонні голограми виготовляються шляхом запису інтерференції об'єктного сферичного хвильового фронту, вісь якого нахилена по відношенню до фотопластинки, та плоского хвилевого фронту, спрямованого перпендикулярно площині фотопластинки. Позаосьові голограми дозволяють виготовляти голографічні концентратори більшої світлової апертури при меншій потужності лазера, що використовується для запису голограми без зниження її енергетичної ефективності.
Позаосьові компоненти є основою багатоелементного оптичного концентратора.
Для запису хвильового фронту позаосьового точкового об'єкта точкове джерело монохроматичного світла встановлюється на відстані R від екрану та на відстані у1 від осі z так, що кут нахилу осі пучка до поверхні фотореєстратора становить α. Якщо джерело світла точкове і швидкість поширення збурення у всіх напрямках однакова, то фронтом хвилі є сферична поверхня з центром в точці О.
При освітленні отриманої голограми плоским хвильовим фронтом, подібним тому, що використовувався для запису голограми, світло мов би розходиться із точки О. Розподіл комплексних амплітуд світла за голограмою можна визначитися згідно теорії Френеля–Кірхгофа.
До основних оптичних параметрів позаосьової голографічної зонної пластинки (зонної голограми) відносяться фокусна відстань –f1, світловий діаметр (світлова апертура) D та кутове розходження γ дифрагованого оптичного пучка. Важливим енергетичним параметром голографічного елемента є дифракційна ефективність. Вона характеризує ефективність відбиття чи пропускання голограмою світлового потоку і визначається як відношення інтенсивності світлового потоку, що дифрагує у перший порядок, до інтенсивності падаючого на концентратор світлового потоку.   
Метою дослідження Акбарі Х. та ін. є використання голографічних дифракційних оптичних елементів (ДОЕ), записаних у фотополімері, для ефективної концентрації сонячного випромінювання на комірці c-Si. Експерименти підтверджують, що за наявності (двох) дифракційних лінз (кожна площею 113 мм2) вихідний струм сонячних елементів c-Si приблизно подвоюється для сонячних комірок площею 12 мм2.

## Базова схема
Хвилевідний голографічний сонячний концентратор на позаосьових зонних пластинках складається з хвилеводу та голографічної структури у вигляді позаосьових голографічних зонних пластинок, розташованих на поверхні хвилевідної пластини або ж  усередині, близько до її поверхні. Активний шар реєстраційного матеріалу AL нанесено на верхню поверхню оптичної пластини OP. Запис кожної голограми виконується окремо інтерференцією плоскої опорної хвилі та позаосьової сферичної хвилі у площині активного шару реєстраційного матеріалу AL. Опорна хвиля RW падає на реєстраційний матеріал по нормалі, а  об'єктні сферичні хвилі ОW падають на реєстраційний матеріал з торця оптичної пластини через її об'єм. Спрямування об'єктних пучків ОW1, ОW2 в об'ємі оптичної пластини при запису голограм дозволяє максимально узгодити траєкторії поширення відновлених об'єктних пучків.
Процес. відновлення  голограм у просторі оптичної пластини OP виконується наступним чином. При освітленні голограми концентратора Н опорним оптичним пучком RW в активному шарі  віддаленої і наближеної ділянок голограми у результаті дифракції виникають об'єктні хвилі ОW11 та ОW21 , які поширюються у напрямку торця оптичної пластини OP, на якому може бути встановлено малогабаритний фотоприймач.

## Хвилевідний концентратор на позаосьових пандирекційних зонних голограмах

### Пандирекційні зонні голограми
Позаосьові зонні голограми дозволяють доволі ефективно збирати монохроматичні випромінювання широких пучків у точці фокуса, якщо вони падають на голограму по нормалі до її поверхні. Випромінювання ж широких пучків також збирається в одній точці, яка розташована на фокальній площині, проте, на віддалі від точки головного фокуса, оскільки реальні сонячні випромінювання у більшості випадків попадають на вхід концентратора під різними кутами як результат розсіювання атмосферою та неупорядкованого відбиття від оточуючих тіл. В ідеалі достеменна структура сонячних випромінювань має бути врахована в моделі об'єктного та/або опорного оптичних пучків випромінювань під час запису голограми. Таку голограму можна назвати пандирекційною, оскільки вона дозволяє збирати в одне п'ятно як промені, що падають по нормалі до поверхні голограми, так і промені, що падають на поверхню голограми під різними кутами нахилу. Як фізичну модель розсіяних сонячних випромінювань для виготовлення пандирекційної голограми можна, зокрема, використати квазімонохроматичні випромінювання, які поширюється від дифузно відбиваючої або ж дифузно проникної розсіючої поверхні протяжного об'єкта, освітленого плоским пучком монохроматичного  світла  певної довжини хвилі.
Як було показано раніше, при запису голограми точкового об'єкта використовуються точкове об'єктне джерело монохроматичного світла і один опорний плоский пучок. У результаті, формується зональна пластинка, Число точкових об'єктних джерел світла можна збільшувати до нескінченності. У результаті на голограмі буде записано нескінченне число зонних пластинок Габора, які при відновленні формують уявні і дійсні зображення цих джерел і передають всю глибину простору. Принцип запису та відновлення точкових джерел світла можна поширити на запис та відновлення голограм складних протяжних об'єктів. Кожну точку складного об'єкта, який освітлюється при запису монохроматичним пучком світла, можна вважати точковим джерелом  світла, яке інтерферує в площині реєстратора з плоским хвильовим пучком тієї ж довжини хвилі і фази, створюючи так свою зонну пластинку Габора. Щоб записати голограму складного протяжного об'єкта, вихідний лазерний пучок спочатку розбивається на два пучки випромінювань приблизно однакової інтенсивності. Один пучок освітлює об'єкт, який потім розсіює світло на носій запису. Відповідно до теорії дифракції, кожна точка на поверхні об'єкта діє як точкове джерело світла, тому носій запису можна вважати освітленим набором точкових джерел, розташованих на різних відстанях від середовища. Другий (еталонний) пучок безпосередньо освітлює носій запису. Кожна хвиля точкового джерела інтерферує з опорним пучком, породжуючи власну синусоїдальну зонну пластину на носії запису. Отриманий візерунок є сумою всіх цих зонних пластинок Габора, які об'єднуються, створюючи випадковий (крапчастий) візерунок. Голографічне зображення протяжного об'єкта високої якості можна отримати, зокрема, використовуючи схему Лейта — Упатніекса.
При запису пандирекційних голограм в просторі оптичної пластини розсіяним світлом дифузно відбиваючої поверхні як фізичну модель джерела розсіяних сонячних випромінювань вибрано протяжний об'єкт ОВ з дифузно відбиваючою поверхнею SC. Пучок монохроматичного світла поділяється світлоподільником на дві частини. Одна його частина, що позначена на рисунку як опорна хвиля RW, спрямовується на протяжний об'єкт ОВ, друга частина, яка позначена на рисунку як об'єктна хвиля ОW, спрямовується на активний шар фотореєстраційного матеріалу AL в просторі оптичної пластини ОР. Освітлений референтним оптичним пучком об'єкт поводить себе як протяжне джерело дифузно розсіяного світла, кожна точка А його дифузно розсіючої поверхні випромінює сферичну хвилю, конус якої освітлює кожну точку В фотореєстраційного матеріалу AL. Так, А2В1В2 — осьова сферична хвиля, що випромінюється точковим джерелом світла А2; θ2 — кут розбіжності сферичної хвилі. Сферична хвиля, що випромінюється кожним точковим джерелом світла, інтерферує на поверхні фотореєстраційного матеріалу з позаосьовою сферичною хвилею ОW. У результаті суперпозиції хвиль формується пандирекційна інтерферограма, яка несе тривимірну інформацію про інтегральне електромагнітне поле розсіяних сонячних випромінювань.
При запису пандирекційних голограм в просторі оптичної пластини розсіяним світлом дифузно проникної поверхні як фізичну модель джерела розсіяних сонячних випромінювань вибрано протяжний об'єкт ОВ з дифузно проникною розсіючою поверхнею SC. Пучок монохроматичного світла поділяється світлоподільником на дві частини. Одна частина його, що позначена на рисунку як опорна хвиля RW, спрямовується на об'єкт ОВ, друга частина, яка позначена на рисунку як об'єктна хвиля ОW, спрямовується на  активний шар фотореєстраційного матеріалу AL в просторі оптичної пластини ОР. Освітлений референтним оптичним пучком світлопроникний об'єкт поводить себе як протяжне джерело дифузно розсіяного світла, кожна точка А його дифузно розсіючої поверхні випромінює сферичну хвилю, конус якої освітлює кожну точку В фотореєстраційного матеріалу AL. Так, А1В1В2 — позаосьова сферична хвиля, що випромінюється точковим джерелом світла А1; А2В1В2 — осьова сферична хвиля, що випромінюється точковим джерелом світла А2; А3В1В2 — позаосьова сферична хвиля, що випромінюється точковим джерелом світла А3; θ1, θ2, θ3 — кути розбіжності сферичних хвиль.   Сферична хвиля, що випромінюється точковим джерелом світла, інтерферує на поверхні фотореєстраційного матеріалу з позаосьовою сферичною хвилею ОW. У результаті суперпозиції хвиль формується пандирекційна інтерферограма, яка несе тривимірну інформацію про інтегральне електромагнітне поле розсіяних сонячних випромінювань.
Отриману оптичну систему голограма — хвилевідна оптична пластина можна використати як планарний концентратор сонячних випромінювань, голограма якого відновлюється розсіяним світлом оточуючого середовища.
При запису голограми можна також використати схему Денисюка. Оскільки опорний та об'єктний пучки у цій схемі спрямовані назустріч один одному, досягається висока просторова частота голограми. У цьому разі при відновленні відбувається селекція відповідної довжини хвилі.

### Каскадний хвилевідний концентратор на позаосьових зонних голограмах
Сонячні випромінювання, які корисні для виробітку теплової та електричної енергії мають широкий спектр. З іншого боку, голографічні дифракційні концентратори володіють хроматичними абераціями. Часткове подолання втрат сонячних випромінювань, зумовлених хроматичними абераціями, досягається в схемі каскадного концентратора на основі позаосьових пандирекційних зонних голограм. Виконані позначення: І, ІІ, ІІІ — каскади; концентратора; OP — оптична пластина; І, ІІ, ІІІ — каскади концентратора; OP1, OP2, OP3 — оптична пластина; AL — активний шар реєстраційного матеріалу; RW — мультиспектральна хвиля; H–λ1, H–λ2, H–λ3 — спектральні голограми; H2 — наближена голограма; OW11–λ1, OW21–λ1, OW11–λ2, OW21–λ2 OW11–λ3, OW21–λ3 — відновлені об'єктні хвилі, що поширюються з віддаленої та наближеної голограм. Відновлення спектральних позаосьових голограм Hλ1, Hλ2, Hλ3 відбувається пошарово дифракцією випромінювань певного діапазону спектру OW11–λ1, OW21–λ1, OW11–λ2, OW21–λ22 OW11–λ3, OW21λ3 в просторі хвилевідних оптичних пластин OP1, OP2, OP3.
За певних умов збиральні голограми можуть бути розташовані на нижній поверхні оптичної пластини, у цьому випадку хвилевідні властивості оптичної пластини не використовуються. Відновлені об'єктні хвилі з віддаленої ОW11 та наближеної ОW21 голограм Н поширюються за межами оптичної пластини OP.
Випадки поширення дифрагованого випромінювання в просторі оптичної пластини та за її межами можуть поєднуватися в одній конструкції. Втрати сонячного випромінювання в голографічних концентраторах можна зменшити також певною мірою, використовуючи оптичні пластини зі сходинковим та градієнтним розподілом показника заломлення.

## Матеріали для виготовлення дифракційних голографічних елементів
Тонкі голограми, товщиною меншою за просторову частоту (розрізнення) як амплітудні, так і фазові, не підходять для концентрації сонячного світла, оскільки мають дуже низьку дифракційну ефективність (біля 33 % після процесу відбілювання). Майже всі елементи, що використовуються в голографічних сонячних елементах, є об'ємними фазовими голограмами. За допомогою цього типу голограм можна досягти ефективності близько 100 % для  певних довжин хвиль і напрямків падіння світла.
Характеристики фотореєстраційних матеріалів для виготовлення голограм приведено в книзі Найдьонової І., Бабєвої Т. та Назарової Д. Як фотореєстратор у процесі запису голограм звичайно використовуються біхромована желатина та фотополімери. Галогеніди срібла застосовуються тільки в лабораторних умовах через їхню тенденцію до почорніння.
Якщо товщина голограми значно перевищує просторову частоту, інтерференційні смуги діють подібно жалюзі. Відновлюючий пучок проходить послідовно крізь них, і цей третій вимір створює ефект подібно брегівському розсіюванню рентгенівських променів на кристалі. Тож, при аналізі товстих голограм може бути використана теоретична модель, яка використовувалася при розгляді брегівського відбиття рентгенівських променів на кристалічній кубічній гратці. Змінюючи кут падіння опорного пучка в одній плівці можна записати велику кількість голограм, наприклад, на кристалі ніобату літію. А при покроковому відновленні голограм зміною кута падіння опорного пучка можна отримати динамічну зміну голографічного зображення.
Головними перевагами голографічних концентраторів другого покоління у порівнянні зі звичайними рефракційними та відбиваючими (дзеркальними) елементами є малі габарити (товщина), простота тиражування та спорідненість з інтегральними технологіями, які використовуються при виробництві напівпровідникових фотоелектричних сонячних елементів, і, відповідно, невисока вартість. Не менш важливою перевагою є також можливість використання голограм як спектральних фільтрів.
Спорідненість з інтегральними технологіями та можливість спектральної та просторової фільтрації дозоляють створювати компактні  концентраторні гетероструктурні фотоелектричні сонячні модулі, які поєднують в одній конструкції можливість збирання великих світлових потоків, перерозподіл цих потоків по спектральним характеристикам та спрямування їх на окремі компактні світлочутливі гратки, складені з груп елементів, сенсибілізованих для сприйняття випромінювання певної довжини хвилі.
Для широкого впровадження голографічних концентраторів необхідно розробити нові ефективні технології усунення хроматичних аберацій та підвищення дифракційної ефективності голографічних елементів при роботі з широким спектром сонячного випромінювання.